# Aldo Chaparro
Aldo Chaparro (* 18. Dezember 1965 in Lima, Peru) ist ein mexikanischer Bildhauer.

## Leben
Chaparro schloss die päpstliche Katholische Universität von Peru in Lima ab und arbeitete in dieser Zeit im Atelier des peruanischen Künstlers Hernán Pazos. 1991 erhielt er einen Ruf an die private, katholische Universidad de Monterrey in San Pedro Garza García in der Stadtregion von Monterrey im mexikanischen Bundesstaat Nuevo León.
Er ist bekannt durch seine Skulpturen aus Stahlblech. Diese sind teilweise farbig lackiert und werden vom Künstler mit seinen eigenen Händen zerknautscht.
In den Jahren von 2000 bis 2012 war Chaparro Chef der Verlagsgruppe Celeste, welche in dieser Zeit mehr als 40 Publikationen über zeitgenössische Kunst und Mode veröffentlichte.
Chaparro besitzt heute die mexikanische Staatsbürgerschaft und lebt in Mexiko-Stadt.

## Sammlungen
Werke Chaparros befinden sich unter anderem in folgenden Sammlungen:
- Collección Jumex, Nuevo Palanco, Mexiko-Stadt, D.F., Mexiko.
- Collección Coppel, Mexiko-Stadt.
- Cisneros Fontanals Art Foundation, Miami, Florida, USA.
- Sammlung Simon de Pury, London, Großbritannien.
- Sammlung Douglas Baxter, New York City, USA.
- Sammlung Güler Sabancı, Istanbul, Türkei.
- Sammlung Pierre Huber, Schweiz.